# Piet Punt
Pour les articles homonymes, voir Punt.
Pieter « Piet » Punt (né le 6 février 1909 aux Pays-Bas - mort le 5 juillet 1973) était un joueur international de football néerlandais, dont le poste était défenseur.

## Biographie

### Carrière de club
Au niveau de sa carrière de club, il évolue notamment dans le club du championnat néerlandais du DFC Dordrecht.

### Carrière internationale
Il est également international et évolue sous les couleurs des Pays-Bas. Il participe à la désillusion néerlandaise de la coupe du monde 1938 en France.